# (1202) Марина
(1202) Марина (лат. Marina) — небольшой астероид внешней части главного пояса, который входит в состав семейства Хильды. Он был обнаружен 13 сентября 1931 года советским астрономом Григорием Неуйминым, работавшим в Симеизской обсерватории Крыма, и назван русским женским именем Марина, в честь астронома и коллеги Неуймина по Пулковской обсерватории Марины Лавровой-Берг .

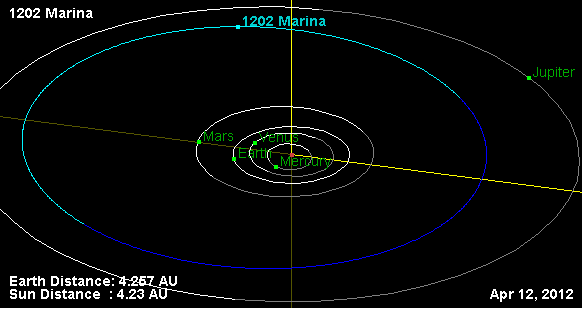
Орбита астероида Марина и его положение в Солнечной системе